# Birte (Kartoffel)
Birte ist eine vorwiegend festkochende Kartoffelsorte aus dem frühen Reifesegment.
Gegenüber Kartoffelkrankheiten wie Schwarzbeinigkeit oder Eisenfleckigkeit weist Birte hohe Resistenzen auf. Die Jugendentwicklung verläuft zügig, die Augen sind flach und sie weist eine gute Lagerfähigkeit auf. Der Knollenertrag ist je nach Standort nur schwach bis mittel.